# 邝安堃
邝安堃（1902年—1992年），男，广东番禺人，中国内科学、内分泌学专家，曾任第四、五、六届全国政协委员。